# 진유영
진유영(秦裕榮, 1957년 4월 5일 ~ )은 대한민국의 배우 겸 영화 감독이다. 1988년 영화 《지금은 양지》를 감독으로 데뷔하였으며, 또한 영화에서는 한번도 악역을 받을 수 없는 선역배우로 활동하였으며, 너무 강렬한 탓에 영화 감독을 최초로 담당하였지만 첫 연출작의 흥행 실패 때문에 3억여원의 빚을 졌고 우여곡절 끝에 89 인간시장 오! 하나님으로 비교적 흥행에 성공했으며 이 작품 이후 마유미의 조감독으로 잠깐 활동했다. MBC TV 수사반장 특집편에서 희대의 연쇄 살인마 김대두 역할을 맡아 냉혈하고 비정한 인상 깊은 연기를 보여 주었다.

## 출연

### 영화

#### 감독, 각본
- 1995년 《도둑과 시인》
- 1991년 《인간시장 3》
- 1991년 《독재소공화국》
- 1989년 《89 인간시장 오! 하나님》
- 1988년 《지금은 양지》

#### 배우
- 2020년 《담보》 - 대한민국 장관 역
- 2019년 《나를 찾아줘》 - 강 노인 역
- 2007년 《해부학교실》- 중석 부 역
- 2004년 《발레교습소》- 민재 부 강동석 역
- 2004년 《귀신이 산다》- 악덕 부동산 업자 백 사장 역
- 2004년 《귀여워》- 수리점 사내 역
- 2000년 《아티스트》
- 1991년 《인간시장 3》- 장총찬 역
- 1989년 《내 사랑 동키호테》- 제사 역
- 1988년 《아스팔트 위의 동키호테》- 제하 역
- 1988년 《미리 마리 우리 두리》
- 1988년 《멋장이 세상》- 만석 역
- 1987년 《Y의 체험》
- 1987년 《대야망》
- 1986년 《87 맨발의 청춘》
- 1986년 《LA 용팔이》
- 1985년 《인간시장 2 - 불타는 욕망》- 장총찬 역
- 1985년 《깊고 푸른 밤》- 점원 역
- 1983년 《풀잎처럼 눕다》
- 1983년 《일송정 푸른 솔은》- 참모장 역
- 1983년 《이 한몸 돌이 되어》
- 1983년 《인간시장 - 작은 악마 스물두살의 자서전》- 장총찬 역
- 1982년 《종로 부루스》
- 1982년 《산딸기》
- 1982년 《우상의 눈물》- 최기표 역
- 1981년 《어둠의 자식들》- 동철 역
- 1981년 《빙점 '81》- 민철 역
- 1979년 《비목》
- 1978년 《개선문》
- 1978년 《우리들의 고교시대》
- 1978년 《청춘의 문》
- 1978년 《우리들의 고교시대》
- 1978년 《독수리 날개를 펴라》
- 1978년 《시집가는 날》
- 1977년 《여고얄개》
- 1977년 《학도의 용군》
- 1977년 《쌍무지개 뜨는 언덕》
- 1977년 《고교 우량아》
- 1977년 《우리들 세계》
- 1977년 《고교결전 자! 지금부터야》
- 1977년 《이 다음에 우리는》 - 덕진 역
- 1977년 《첫눈이 내릴 때》
- 1977년 《얄개 행진곡》
- 1977년 《괴짜 만세》
- 1977년 《고교 얄개》- 영호 역
- 1976년 《낙동강은 흐르는가》

### 방송
- 1994년 KBS2 일일드라마 《밥을 태우는 여자》
- 1981년 MBC 정치드라마 《제1공화국》- 김영주 역

### CF
- 1991년 금성사 슈퍼 미라클

## 경력
- 뉴버드 프로덕션 설립

## 수상
- 제13회 백상예술대상 신인상